# Bağbaşı, Yenice
Bağbaşı là một xã thuộc huyện Yenice, tỉnh Karabük, Thổ Nhĩ Kỳ. Dân số thời điểm năm 2010 là 298 người.